# Dinkák
A dinkák egy afrikai, nilota népcsoport, amely 15. és 19. század közötti törzsi vándorlás során érkezett Bahr el Ghazal (jelentése: gazellák tengere) folyó környékére, a Nílus völgyébe, Szudánba. Jellemzően agro-pasztorális életmódot folytatnak: szarvasmarhákat terelnek a folyópartokon a száraz évszakban, míg az év esős szakában jellemzően kölest (awuou) és egyéb magvakat termesztenek.
Főleg a Nílus mentén élnek Mangalla-Bor-tól Renk-ig, Bahr el Ghazal régióban, Felső-Nílusban (két tartomány a háromból, amelyek korábban Dél-Szudánhoz tartoztak), valamint a Ngok Dinkák dél-szudáni Abyei területén.
A 2008-as szudáni népszámlálás szerint mintegy 4,5 millióan vannak, az ország lakosságának mintegy 40%-át teszik ki, Ők Dél-Szudán legnagyobb etnikai csoportja. A dinkák magukat Muonyjang (egyes számban) és jieng (többes számban) néven emlegetik.

## Lélekszámuk
Számuk több mint 5 millióra tehető, a 2008-as szudáni népszámlálás 4.5 millióra becsüli a dinka népességet, ez az akkori Szudán 18%. A 2011. január 9-én függetlenné vált Dél-Szudánban a dinka a legnagyobb etnikai csoport.

## Nyelv, etnikai hovatartozás
A dinka nyelv a nilota/nílusi nyelvcsaládba tartozik, akár csak az ugyancsak dél-szudáni nuer és luó.

## Vallás, kultúra
A dinkák pásztorkodó, fél-nomád életmódja hatással van vallásos nézeteikre is. Monoteisták, egyetlen istenüket Nhialic-nak nevezik. Hitük szerint akaratát úgy közli, hogy időlegesen megszállja néhány kiválasztott testét, és rajtuk keresztül kommunikál.
Kultúrájuk fontos része a felnőtté avatási szertartás, melynek keretében a homlokukat megjelölik egy éles tárggyal. Az eseményen új (második) nevet is kapnak, mely jellemzően egy szarvasmarha színét jelöli.

A szudáni polgárháborús konfliktus alapja is a vallás, az északi területek lakossága jellemzően muzulmán vallású, míg délen a lakosság jelentős része animista vagy keresztény.

## Fordítás
- Ez a szócikk részben vagy egészben  a   Dinka people című angol Wikipédia-szócikk fordításán alapul.  Az eredeti cikk szerkesztőit annak laptörténete sorolja fel. Ez a jelzés csupán a megfogalmazás eredetét és a szerzői jogokat jelzi, nem szolgál a cikkben szereplő információk forrásmegjelöléseként.